# Patrícia Gabancho
Patrícia Gabancho Ghielmetti (Buenos Aires, 29 de septiembre de 1952-Barcelona, 28 de noviembre de 2017) fue una periodista y escritora argentina en lengua catalana.

## Biografía
Nacida en Buenos Aires, se trasladó a Barcelona un día antes de cumplir 22 años. Era hija del intelectual argentino Abelardo Gabancho.
Publicó libros sobre temas culturales (teatro, tango, literatura), historia y urbanismo, especialmente centrados en la ciudad de Barcelona y la realidad urbana. Dio apoyo a las tesis pseudohistóricas del Institut Nova Història. Estuvo vinculada a plataformas e iniciativas de carácter secesionista. Es también uno de los personajes del libro Nosaltres, els catalans, de Víctor Alexandre, en el que explica las razones que la llevaron a Cataluña, como nació su amor por el país y como se configuró su pensamiento posterior.

## Obras
Entre los numerosos libros publicados, destacan:
- Cultura rima amb confitura. Bases per a un debat sobre la literatura catalana (1980)
- Barcelona, tercera pàtria del tango (1990)
- El sol hi era alegre. La reforma urbanística i social de Ciutat Vella (1991)
- Despert entre adormits. Joan Maragall i la fi de segle a Barcelona (1998)
- El Besòs. El riu que mirava passar els trens (1999)
- El segle XX vist per les àvies, con Gemma Aixelà (1999)
- Carta a la societat catalana sobre la immigració (2001)
- La postguerra cultural a Barcelona (1939-1959) (2005)
- El preu de ser catalans. Una cultura mil·lenària en vies d'extinció (2007), en el que pronostica que la desaparición de la lengua y la cultura catalanas puede ser cosa de dos generaciones.
- El fil secret de la història (2007)
- Apàtrides, incultes i (de vegades) analfabets (2008)
- Crònica de la independència (2009)
- La batalla de l'Estatut (2010)
- A la intempèrie. Una memòria cruel de la Transició catalana (1976-1978). Barcelona: Columna, 2011
- L'autonomia que ens cal és la de Portugal (2012)
- La neta d'Adam (2012)
- Les dones del 1714 (2014)